# Büssing
Německou firmu Büssing založil Heinrich Büssing v roce 1903 ve městě Braunschweig jako "Heinrich Büssing, Specialfabrik für Motorlastwagen, Motoromnibusse und Motoren, Braunschweig, Elmstraße" a postupně se stala jedním z největších dodavatelů autobusů, trolejbusů a nákladních automobilů ve střední Evropě. Vyvážela i do zámoří. Typickým znakem společnosti byl lev. Zvláštní konstrukcí firmy Büssing byly vozy s motory v podlaze. V roce 1971 společnost převzala firma MAN.